# Hybocrossa
Hybocrossa é um gênero de traça pertencente à família Agonoxenidae.